# Madrisahorn
Madrisahorn to szczyt w paśmie Rätikon w Alpach Retyckich. Leży we wschodniej Szwajcarii, w kantonie Gryzonia. Szczyt ten leży bardzo blisko granicy z Austrią, lecz mieści się w całości na terenie Szwajcarii. Jest to zdecydowanie najwyższy szczyt w tym rejonie; drugim pod względem wysokości w okolicy jest Rätschenhorn (2703 m).